# わいせつ
わいせつ（猥褻）とは、
1. 下品で不道徳であること。
2. 性に関する事を健全な社会風俗に反する方法・態度で取り扱うこと 。
3. 性欲を刺激、興奮または満足させ、かつ、普通人の性的羞恥心を害し、善良な性的道義観念に反する行為のこと。
4. 日本の刑法において、社会通念に照らして性的に逸脱した状態のこと。一般的には淫ら（みだら）、その行為を淫行（いんこう）とも呼ばれる（刑法上では「みだら」と呼ばず、各地の青少年保護育成条例で呼ばれる）。

本稿では後者について詳述する。

## 概説
日本では犯罪類型として、刑法第2編第22章の「わいせつ、強制性交等及び重婚の罪」（刑法174条～刑法184条）において規定されている。
これらは、保護法益の観点から、公然わいせつ罪（刑法174条）・わいせつ物頒布等の罪（刑法175条）などについては公衆の性的感情に対する罪（社会的法益に対する罪）に分類されるのに対して、不同意わいせつ罪（刑法176条）・不同意性交等罪（刑法177条）などについては個人の性的自由・性的自己決定権に対する罪（個人的法益に対する罪）に分類される。
両者はわいせつの概念が異なっており、例えば、相手に同意を得ずにキスをする行為は刑法176条にいう「わいせつな行為」として不同意わいせつ罪を構成しうるが、夫婦が公衆の面前においてキスをする行為は刑法174条にいう「わいせつな行為」として公然わいせつ罪を構成するわけではない。
刑法においてわいせつな行為とわいせつ物（行為の模倣）とが厳しく区別されずに扱われていることに対する批判もある（丸谷才一編『四畳半襖の下張裁判・全記録』朝日新聞社、1976年）。
刑法において、従来は「猥褻」と表記されていたが、1995年（平成7年）の刑法の口語化改正により「わいせつ」と表記が改められた。